# Jaren Jackson (1999)
Jaren Walter Jackson Jr. (Plainfield, 15 settembre 1999) è un cestista statunitense.

## Biografia
È il figlio di Jaren Jackson, campione NBA nel 1999 con i San Antonio Spurs.

## Carriera

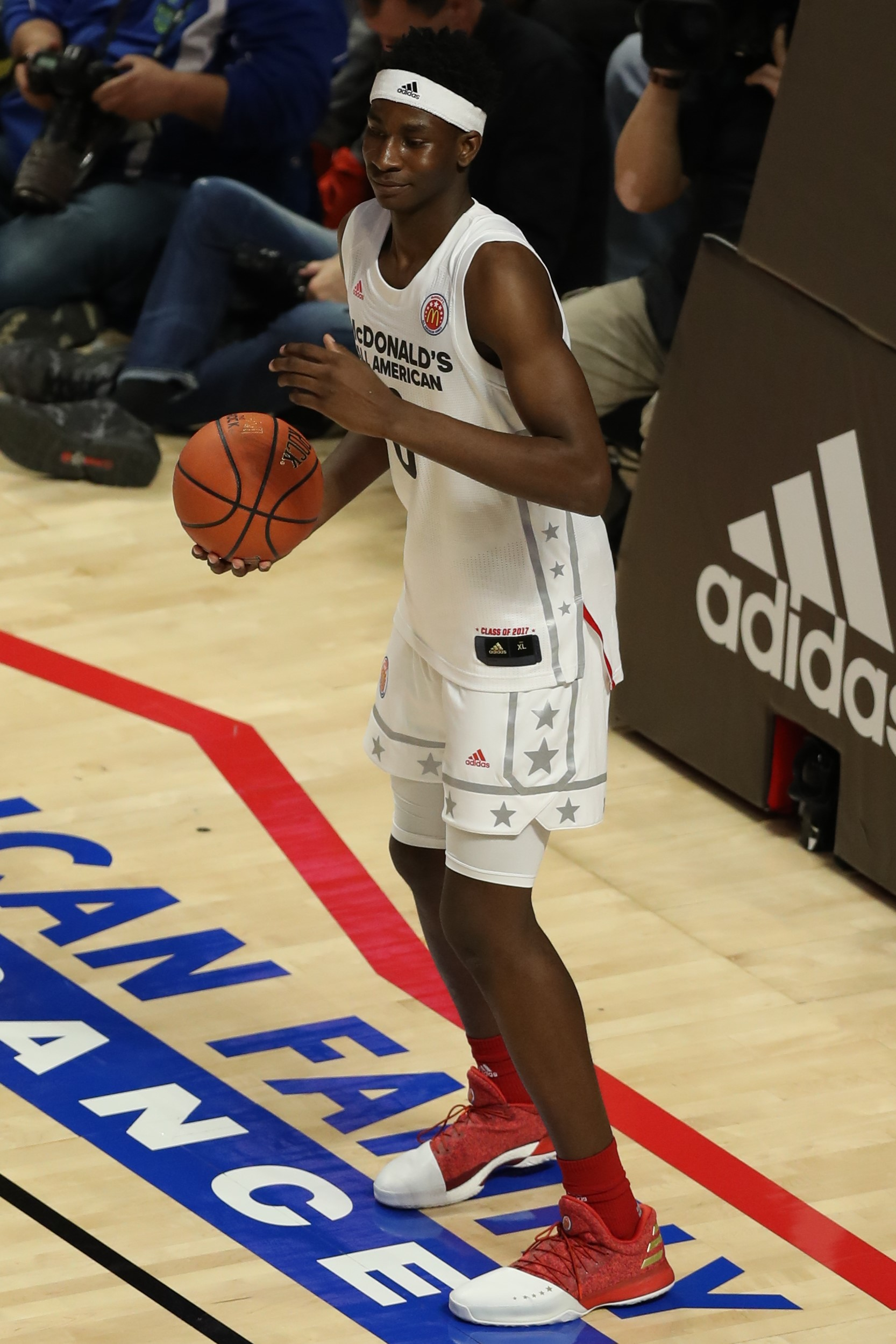
Jackson Jr. al McDonald's All-American Game

È stato selezionato con la 4ª scelta assoluta dai Memphis Grizzlies al Draft NBA 2018.

## Statistiche
| * | Primo nella lega |

### NCAA
| Anno      | Squadra      | PG | PT | MP   | TC%  | 3P%  | TL%  | RP  | AP  | PRP | SP  | PP   |
| --------- | ------------ | -- | -- | ---- | ---- | ---- | ---- | --- | --- | --- | --- | ---- |
| 2017-2018 | MSU Spartans | 35 | 34 | 21,8 | 51,3 | 39,6 | 79,7 | 5,8 | 1,1 | 0,6 | 3,0 | 10,9 |
| Carriera  | Carriera     | 35 | 34 | 21,8 | 51,3 | 39,6 | 79,7 | 5,8 | 1,1 | 0,6 | 3,0 | 10,9 |

#### Massimi in carriera
- Massimo di punti: 27 vs Minnesota (25 febbraio 2018)[2]
- Massimo di rimbalzi: 13 (2 volte)
- Massimo di assist: 3 (5 volte)
- Massimo di palle rubate: 3 vs California State-Long Beach (21 dicembre 2017)
- Massimo di stoppate: 8 vs Rutgers (5 dicembre 2017)
- Massimo di minuti giocati: 31 (2 volte)

### NBA

#### Regular Season
| Anno      | Squadra           | PG  | PT  | MP   | TC%  | 3P%  | TL%  | RP  | AP  | PRP | SP   | PP   |
| --------- | ----------------- | --- | --- | ---- | ---- | ---- | ---- | --- | --- | --- | ---- | ---- |
| 2018-2019 | Memphis Grizzlies | 58  | 56  | 26,1 | 50,6 | 35,9 | 76,6 | 4,7 | 1,1 | 0,9 | 1,4  | 13,8 |
| 2019-2020 | Memphis Grizzlies | 57  | 57  | 28,5 | 46,9 | 39,4 | 74,7 | 4,6 | 1,4 | 0,7 | 1,6  | 17,4 |
| 2020-2021 | Memphis Grizzlies | 11  | 4   | 23,5 | 42,4 | 28,3 | 83,3 | 5,6 | 1,1 | 1,1 | 1,6  | 14,4 |
| 2021-2022 | Memphis Grizzlies | 78  | 78  | 27,3 | 41,5 | 31,9 | 82,3 | 5,8 | 1,1 | 0,9 | 2,3* | 16,3 |
| 2022-2023 | Memphis Grizzlies | 63  | 63  | 28,4 | 50,6 | 35,5 | 78,8 | 6,8 | 1,0 | 1,0 | 3,0* | 18,6 |
| 2023-2024 | Memphis Grizzlies | 66  | 66  | 32,2 | 44,4 | 32,0 | 80,8 | 5,5 | 2,3 | 1,2 | 1,6  | 22,5 |
| 2024-2025 | Memphis Grizzlies | 74  | 74  | 29,8 | 48,8 | 37,5 | 78,1 | 5,6 | 2,0 | 1,2 | 1,5  | 22,2 |
| Carriera  | Carriera          | 407 | 398 | 28,6 | 46,6 | 35,1 | 79,2 | 5,5 | 1,5 | 1,0 | 1,9  | 18,5 |
| All-Star  | All-Star          | 1   | 0   | 8,0  | 75,0 | 0,0  | -    | 1,0 | 0,0 | 0,0 | 0,0  | 6,0  |

#### Play-off
| Anno     | Squadra           | PG | PT | MP   | TC%  | 3P%  | TL%  | RP  | AP  | PRP | SP   | PP   |
| -------- | ----------------- | -- | -- | ---- | ---- | ---- | ---- | --- | --- | --- | ---- | ---- |
| 2021     | Memphis Grizzlies | 5  | 5  | 27,4 | 42,6 | 28,6 | 87,5 | 5,6 | 1,0 | 1,0 | 1,2  | 13,6 |
| 2022     | Memphis Grizzlies | 12 | 12 | 27,7 | 37,8 | 37,5 | 75,5 | 6,8 | 0,9 | 0,8 | 2,5* | 15,4 |
| 2023     | Memphis Grizzlies | 6  | 6  | 36,7 | 42,2 | 28,0 | 86,1 | 7,8 | 1,5 | 1,0 | 2,0  | 18,0 |
| 2025     | Memphis Grizzlies | 4  | 4  | 34,3 | 37,9 | 27,3 | 85,0 | 5,0 | 1,5 | 1,0 | 0,5  | 16,0 |
| Carriera | Carriera          | 27 | 27 | 30,6 | 39,6 | 33,1 | 81,6 | 6,5 | 1,1 | 0,9 | 1,9  | 15,7 |

#### Massimi in carriera
- Massimo di punti: 44 vs Houston Rockets (13 dicembre 2023)[3]
- Massimo di rimbalzi: 14 (2 volte)
- Massimo di assist: 7 vs Oklahoma City Thunder (16 marzo 2024)
- Massimo di palle rubate: 6 vs Toronto Raptors (22 gennaio 2024)
- Massimo di stoppate: 8 vs Atlanta Hawks (12 dicembre 2022)
- Massimo di minuti giocati: 43 vs Portland Trail Blazers (31 luglio 2020)

## Palmarès
- NBA Defensive Player of the Year Award (2022-2023)
- NBA All-Rookie First Team (2019)
- NBA All-Defensive Team: 3

First Team: 2022, 2023
Second Team: 2025
- Miglior stoppatore NBA: 2 (2022, 2023)
- Partecipazioni all’All Star Game: 2 (2023, 2025)